# Graham Nuthall
Graham Alfred Nuthall (* 28. April 1935; † 2004) war ein neuseeländischer Professor und empirischer Lernforscher. Er gilt als Gestalter einiger der elaboriertesten und längsten qualitativen Studien über die Beziehung von Lehren und Lernen in Klassenzimmern. Die eigene Reise durch diese 40-jährige Geschichte legt er verschiedentlich, zuletzt im 2007 posthum erschienenen Werk „The hidden lives of Learners“, dar. Seine Theorien bezüglich der Lehre werden dem Sozialkonstruktivismus zugeordnet.

## Biografie
Nuthall wurde am 28. April 1935 in Christchurch geboren. Bereits als Student startete er 1960 seine ersten Untersuchungen darüber, wie Unterricht und Lernen zusammenhängen. Er hat in 1962 ein Masterstudium an der University of Canterbury abgeschlossen. Mit 37 Jahren wurde er Professor für Pädagogik und Lehrforschung an der Universität von Canterbury in Neuseeland. 2003 bekam er den neuseeländischen Orden für seine Verdienste im Bereich der Bildung, kurz darauf, 2004, starb er. Er hinterließ einen umfangreichen wissenschaftlichen Korpus über das Lehren und Lernen an Schulen, gestützt auf sehr detaillierte Langzeitstudien und elaborierte Experimente. Seine empirischen Erkenntnisse zählen zu den sozialkonstruktivistischen Theorien von Lehre und vor allem des Lernens von Schülern und Studentinnen. Um empirisch herauszufinden, was wirklich in Bezug auf das Lernen in den Klassenzimmern passiert, nutzte er die jeweils aktuellen Technologien.

„Nuthall wired classrooms for sound, installed video cameras, sat in on lessons and interviewed hundreds of students and teachers.“

Die wesentliche Erkenntnis seinerseits war, dass es weder logisch, noch kausal einen direkten Zusammenhang zwischen Lehre (Didaktik, Methoden) und Lernen (Mathetik) gibt und Lernen einen unsichtbaren Prozess darstellt. Sein Anliegen war, die einem Unterricht zugrundeliegenden Muster im Sinne eines erfolgreichen Lernprozesses handhaben zu können und Lehrende darin auszubilden. Er wählte den Weg des Lernens, da seine eigenen Studien zu einer guten Lehre bis dahin nicht reproduzierbar in ihren Ergebnissen waren.
Ihm zu Ehren, und vor allem, um seine wissenschaftlichen Erkenntnisse fortzusetzen, wurden an der Universität von Canterbury die „Graham annual lectures“ eingerichtet, die mit einem entsprechenden Preis für die Personen ausgezeichnet sind und vom „Graham Nuthall Trust“ vergeben werden.

## Von der Didaktik zur Mathetik
Den Weg seiner Forschung beschreibt er sehr ausführlich im Aufsatz „The Cultural Myths and the Realities of Teaching and Learning“. Zu wissen, wie sich seine Empirie entwickelt hat, ist für ihn deshalb elementar, um zu verstehen, wie er zu seinen Schlussfolgerungen und seiner Vision kommt.

### Lehre als kulturelles Ritual

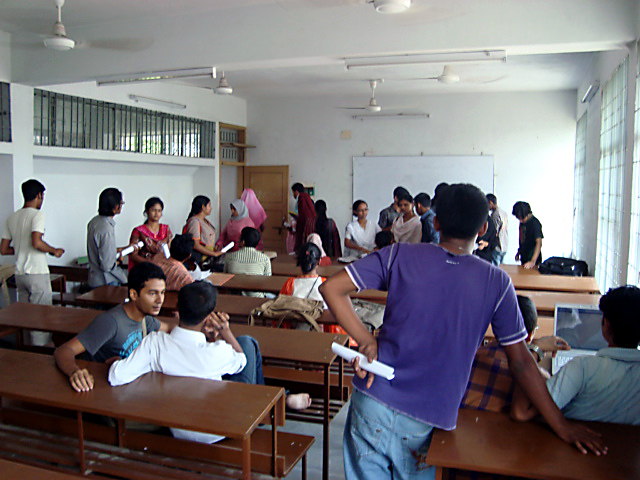
Die Reise zum Lernen beginnt für Graham Nuthall mit der empirischen Untersuchung dessen, was in Klassenräumen als Lehre geschieht.
„I have become deeply suspicious [...] of research on different methods of teaching“ (2007, S. 14).

Die Reise beginnt 1968 mit einem Kassettenrecorder. Zu dieser Zeit arbeitete Nuthall an seiner Masterarbeit. Er überzeugte erfahrene Lehrkräfte davon, die Schülerinnen und Schüler aufnehmen zu dürfen und diese Aufnahmen auswerten zu können. Dabei entdeckte er, wie andere Forscher auch, vorhersagbare Regeln und Strukturen der sozialen Interaktion zwischen den Lehrkräften und den Schülerinnen als kulturelle Rituale.
Daran schloss sich der Frage an, welchen Einfluss die Erfahrung von Lehrer auf das Lernen der Schüler hat. Das endete mehr oder weniger immer mit der gleichen Erkenntnis: der Effekt auf das Lernen war gering, unabhängig davon, ob es sich um Anfänger oder äußerst erfahrene Lehrerinnen handelte.

### Zwei experimentelle Richtungen
Ab 1974 wurde zwei verschiedene Wege experimenteller Studien eingeschlagen. In der ersten Richtung wurden experimentelle Designs entwickelt, um die Effekte von Lehre auf das Lernen der (Lehramts-)Studierenden zu messen. Der zweite Strang wertete systematisch die bisher vorliegenden Studien dazu aus.
1. Aufgrund des sehr präzisen und sorgfältigen Vorgehens stellte sich sehr schnell heraus, wie komplex das Unterrichtsgeschehen und wie schwierig eine Messung von Effekten, insbesondere der realen Interaktionen im Unterricht, tatsächlich ist. Um nicht eine endlose Liste von Variablen zu haben, stellte sich sofort folgende Frage: „What ist it that teachers need to make their teaching more effective?“ (2002, S. 9).[Anmerkung 4]
2. Die systematische Auswertung bereits vorliegende Studienuntersuchungen förderte die Erkenntnis zutage, dass es einerseits an systematischen Wiederholungen fehlte,[Zitat 5] andererseits die Ergebnisse vielfach nicht reproduzierbar waren. Wie sich herausstellte, waren bereits die Originaldaten oft inkonsistent.[Zitat 6]

Damit waren die Forschungen bezüglich der richtigen Methode(n) des Lehrens erst einmal in eine Sackgasse geraten.

### Das Lernen von Studierenden
Weiter voran ging es mit den Studien ab 1984 durch die akribische Untersuchung mit Adrienne Alton-Lee dessen, wiederum gestützt auf Techniken, was er Konzepte nennt. Damit sind verschiedene Arten des Wissens, des Verstehens und von Fähigkeiten gemeint, die in den verschiedenen Fächern notwendig sind. 

„The first thing that became apparent from this very detailed data on the experiences of individual students was how little little teachers know abot whats going on in their classrooms“. 

Das Ergebnis war, dass die Studierenden (des Lehramts) in einer eigenen Welt leben und mehr darauf hören, wie ihre Peers das Thema beurteilen. Vor allem aber wurde offensichtlich, dass der Lernprozess sehr individuell verläuft. Demgegenüber müssen Lehrende den Raum und die Gruppe insgesamt im Blick haben, darauf zahlen die kulturellen Rituale ein. Umgekehrt ist es nur für ganz kurze Perioden möglich, sich persönlich um die individuellen Lernfortschritte zu kümmern. 

In den Studien ab 1990 ging es nun darum zu erforschen, was Studierende lernen und was sie eher nicht lernen. Dabei spielt(e) die Erfahrung die zentrale Rolle. Genauer: Wie es den Lernenden gelingt, den Lernstoff sinnvoll in ihren Erfahrungskontext zu integrieren. Damit war die Erfahrung direkt mit dem Lernen verknüpfbar. Es blieb die Suche nach der Verbindung vom Lernen zum Lehren. Eine andere Beobachtung war die, wie Studierende mit Tests umgingen. Da ihr Wissen ähnlich kohärent und logisch strukturiert ist, wie das der Prüfenden, hängt es vor allem von der Beziehung zueinander ab und nicht davon, „what the student knows or can do“.

### Mythen des Lernens

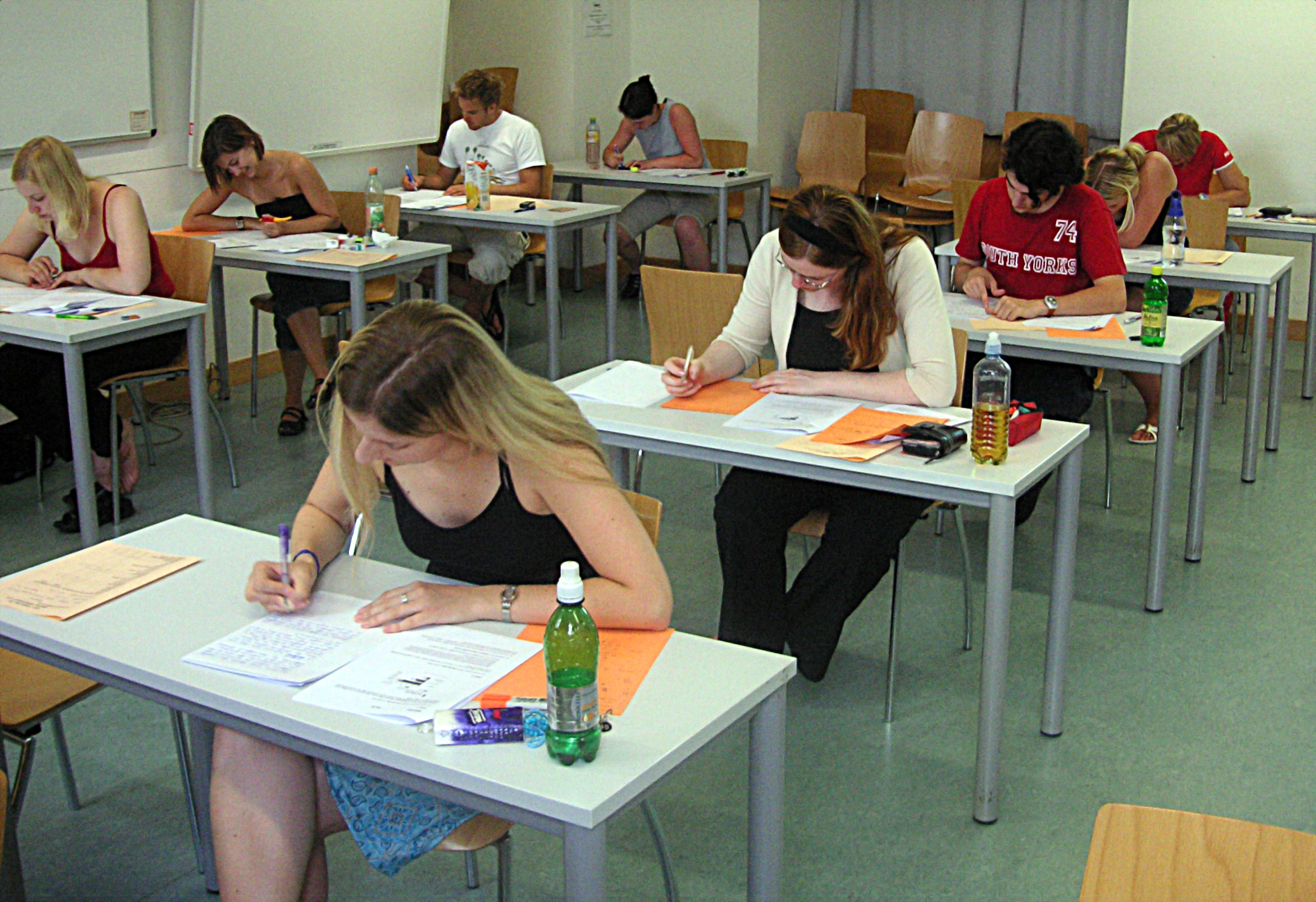
Für Graham Nuthall sind Tests und Prüfungen einer der größten Mythen im Klassenraum dergestalt, als sie nichts über das tatsächlich Gelernte oder gar den Lernprozess verraten.
„Although nobody knows how these numbers or marks relate to what students actually know or can do, they are used as the primary evidence that we are concerned about student learning“ (2002, S. 23).

Beginnend mit 1995 ging es nun, mit Anleihen an Jean Piaget und Lew Wygotski, konsequent um die Frage, welchen Einfluss das Können auf das Lernen hat, weil der Lernprozess innerhalb der Spezies Mensch im Prinzip gleich abläuft. Unterschiede in den Lernfähigkeiten erschienen in seinen Studien nun als Ergebnis dessen, was in den Klassenzimmern passiert, und nicht etwa andersherum. Eine besondere Bedeutung bekamen dabei wieder die sozialen Rituale der Lehre als „Klassenraummanagement“. Eine Veränderung des Lernens durch die Lehraktivitäten erforderte erneut eine detaillierte Analyse, denn die herkömmliche Herangehensweise an Praxis von Lehre – und ihrer Beobachtung – dreht sich gerade nicht um das Lernen.

Am Ende kommt es überhaupt nicht darauf an, wie aktivierend die Methoden der Lehrenden sind oder wie viele Hausaufgaben gemacht werden. Die Aktivitäten sind zwar prognostizierbar, bleiben aber Rituale des Lehrens, nicht des Lernens. Worauf es in den Studienergebnissen wirklich ankommt ist, wie die Lernenden von sich aus, also intrinsisch motiviert, an ein Thema oder einen Inhalt herangehen – und über welches Hintergrundwissen (im Sinne von umfangreich) sie zu Beginn einer Stunde verfügen.

„The difference was in the way they managed their involvement in classroom activities, and in the advantage they gained from having more relevant background knowledge“ (2002, S. 16).

Um die kulturellen Rituale des Lehrens sich für Nuthall viele Mythen. Der wirkmächtigste Mythos ist für ihn der der inhärenten (angeborenen) Intelligenz in Form eines akademischen Könnens. Die zum Teil erhebliche Unterschiede in den Lernergebnissen – bei gleichen Aktivitäten der Lernenden – werden für ihn mythologisch durch Intelligenztests eher wegerklärt. Am Ende seiner Forschung führt er das darauf zurück, dass es eigentlich gar nicht darauf ankommt, ob die Lernenden tatsächlich etwas gelernt haben, sondern dass die hinterlegten Noten bzw. gespeicherten Testergebnisse als primäre Evidenz dafür, dass etwas gelernt wurde, gelten.

## Die unsichtbaren Leben der Lernenden

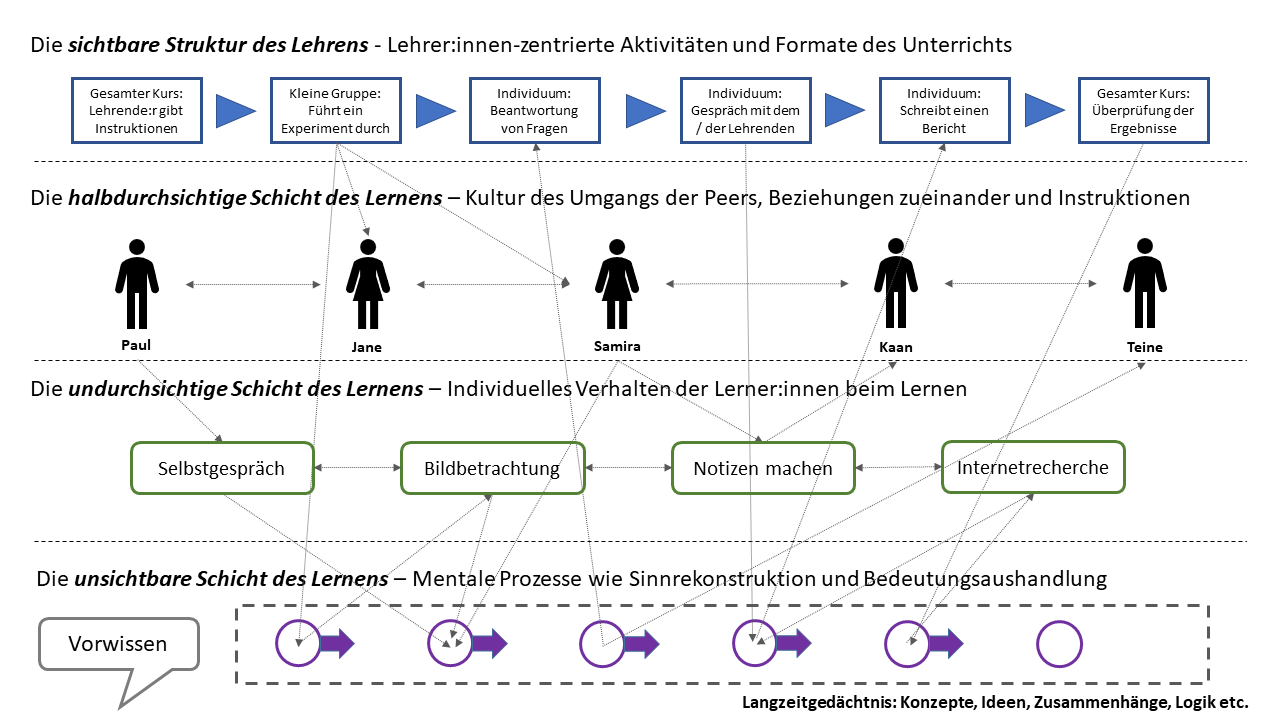
Die vielschichtige Natur des Lernens in Klassenräumen nach Graham Nuthall (2007, S. 159).
„What creates or shapes learning is a sequence of mental processes in his or her mind, each one building on the previous one“ (2007, S. 158).

Im Posthum herausgegebenen und von seiner Frau fertiggestellten Werk „The hidden lives of Learners“ legt Nuthall die Ergebnisse seiner empirisch-experimentellen Forschung in Form einer Sammlung von Gesprächen, die Reflexion auf Vorträge und die Analyse von Interviews vor. Dabei warnt er abermals vor der Annahme, dass das Buch davon handele, wie man (richtig) lehre. Konträr zum späteren Werk seines Landsmannes John Hattie betont er ausdrücklich, dass man gute Lehre weder sehen noch beobachten kann. Es gibt auch keine (guten) Methoden im Sinne von Rezepten. Sehr wohl aber können gute Lernprozesse empirisch erschlossen werden und Hinweise darauf liefern, was in der Lehre funktioniert. Das gilt für Nuthall am Ende auch für die Evaluierungsinstrumente von Lernprozessen wie etwa Noten oder Tests, weil sie nicht messen, was Studierende wissen oder auch tun können, sondern nur, welche „test-taking skills“ (S. 41) sie entwickelt haben. 

Einen größeren Umfang nehmen in diesem Werk die Analyse dessen ein, wie die Rahmenbedingungen und der Kontext auf das Lernen von Studierenden auswirken. Das betrifft auch die Rolle der ethnischen Zugehörigkeit und verschiedenen kulturellen Voraussetzungen. Insbesondere der Einfluss der Peers, also der Mitlernenden, die auf einer gleichen Stufe stehen, erwies sich in den empirischen Studien als wesentlicher Lernfaktor. „Much student knowledge comes from peers“ (S. 93), ist also nicht über die Lehrenden und ihre Methoden induziert. Das betrifft vor allem Auseinandersetzungen und unterschiedliche Perspektiven auf die Lerninhalte, die von Seiten der Mitlernenden als Impulse kommen.

Das abschließende und zusammenfassende letzte Kapitel dieses Buches ist nicht mehr von Graham Nuthall selbst geschrieben worden, sondern, auf Anregung seiner Frau Jill, von seinen ehemaligen Kollegen Ian Wilkinson und Richard Anderson. Stichwortartig findet sich hier noch einmal die Essenz dessen, was lernen als Prozess für die Lernenden üblicherweise bedeutet:
1. Das Lernen findet höchst individuell statt, weil es an das bereits vorhandene Vorwissen geknüpft ist.
2. Lernen führt zu einem fortdauernden Wandel dessen, was studierende wissen oder tun können.
3. Lernen erfordert, aus den eigenen Erfahrungen Informationen zu extrahieren und sinnhaft in das eigene Wissen zu überführen.
4. Lernen kommt überwiegend über selbstgenerierte oder selbstgewählte Erfahrungen der Schülerinnen zustande.
5. Das Lernen schulischer Inhalte ist untrennbar verbunden mit Erfahrungen und Aktivitäten, mit denen der Inhalt entdeckt werden kann. Das wiederum betrifft zentral die vorherrschenden Kultur der Peers im Klassenzimmer.
6. Lernen hat viele verschiedene Schichten, die vielfach unsichtbar sind (siehe hierzu auch die eingebundene Grafik).

Empfehlungen für die Lehre lassen sich daraus zwar ziehen, bleiben aber auf eine allgemeinen Ebene.

## Bibliographie
- Nuthall, G. (1972): Ausgewählte neuere Untersuchungen zur Unterrichtsinteraktion und zum Lehrverhalten. In: Wulf, Christoph [Hrsg.]: Evaluation. Beschreibung und Bewertung von Unterricht, Curricula und Schulversuchen. München: Piper, S. 239–263
- Nuthall, G. (1999): ‘The way students learn: acquiring knowledge from an integrated science and social studies unit’. In: Elementary School Journal 99 (4), S. 303–341
- Nuthall, G. (1999): How students learn: The Validation of a model of knowledge using stimulated recall of the learning process. In: Annual Meeting of the the American Educational Research Association.
- Nuthall, G. (2000): Understand What Students Learn in School. In: Annual Meeting of the New Zealand Association for Research in Education.
- Nuthall, G. (2002): The Cultural Myths and the Realities of Teaching and Learning. In: New Zealand Annual Review of Education Vol. 11 (2001), S. 5–30
- Nuthall, G. (2004): ‘Relating classroom teaching to student learning: a critical analysis of why research has failed to bridge the theory- practice gap’. In: Harvard Educational Review 74 (3), S. 273–306
- Nuthall, G. (2005): The Cultural Myths and Realities of Classroom Teaching and Learning: A Personal Journey. In: Teachers College Record Nr. 107/5 (Mai 2005), S. 895–934
- Nuthall, G. (2007): The hidden lives of learners. Wellington: NZCER Press
- Nuthall, G. (2012a): ‘Understanding what students learn’. In: Kaur, B. (ed.) Understanding teaching and learning. Rotterdam: Sense, S. 1–40
- Nuthall, G. (2012b): ‘The acquisition of conceptual knowledge in the classroom: a case study’. In: Kaur, B. (ed.) Understanding teaching and learning. Rotterdam: Sense, S. 97–134
- Nuthall, G. and Alton-Lee, A. (1993): ‘Predicting learning from student experience of teaching: a theory of student knowledge construction in classrooms’. In: American Educational Research Journal 30 (4), S. 799–840
- Wright, C. J. and Nuthall, G. (1970): ‘Relationships between teacher behaviours and pupil achievement in three experimental elementary science lessons’. In: American Educational Research Journal 7 (4), S. 477–491

## Zitate
1. ↑  "He failed to find reliable evidence-backed teaching methods and his published research came under professional attack."
2. ↑  “My vision is that we will be able to produce a deep understanding of how pupils experience classroom activities and how their minds are shaped by those experiences. This deep understanding will provide teachers with the basis on which they can plan effective learning activities that will match the needs and interests of their pupils. It will provide them with the understanding they need to monitor, on a moment-by-moment basis, what their pupils are learning or not learning, understanding or misunderstanding.” Auf der Seite des Classroom Research Trust der Universität von Canterbury
3. ↑  “Although we did not think this way at the time, we had, in fact, discovered that teaching was a kind of cultural ritual” (2002, S. 7).
4. ↑  "The underlying patterns of teaching appeared to be independent of training and experience" (2002, S. 8).
5. ↑  "But the statistical tests that we assume replicability. They do not prove it or even establish its probability" (2002, S. 9, Kursiv im Original).
6. ↑  Der am Ende entstandene Aufsatz "detailed the inconsistencies in the data in the different studies" (2002, S. 10).
7. ↑  "They get upset and anxious in they notice that the teacher is keeping more than a passing eye on them" (2002, S. 12).
8. ↑  "It is less important what the student is doing, or what resources the studen is using, or what are any of the other contextual aspects of the experience. What matters is the sense the student is making of the experience." (2002, S. 13, Hervorhebung nicht im Original).
9. ↑  "So those students whose backgrounds provides them with the cultural knowledge and skills to use the classroom and its activities for their own purposes, learn more than those who dutifully do what they are told but do not want, or know how, to create their own opportunities" (2002, S. 17).
10. ↑  "Being busy is not a cause of learning unless you know exactly what information or knowledge the student is getting out of being busy" (2002, S. 18).
11. ↑  "Our data, however, show that differences in what students learn, and differences in what they do on tests, are both strongly affected by differences in how they engage with classroom and testing activities. In both cases these are a function of their motivation and the extent to which they share the purpose and culture of the teacher or tester" (2002, S. 21).
12. ↑  “There are three things that the reader should be warned about this book. The first is that it is not a book about how to teach” (2007, S. 14).
13. ↑  „It is this deep understanding of the learning process that will allow a teacher to know what will work with a particular group or class of students, and know how to constantly monitor the effects of any particular method of teaching or learning activity“ (2007, S. 15).